# Bataille de New Market
Guerre de Sécession
Batailles
- New Market
- Piedmont
- Lynchburg

La bataille de New Market est une bataille livrée le 15 mai 1864, en Virginie lors des campagnes de la vallée 1864 pendant la guerre de Sécession. Une armée confédérée de fortune de 4 100 hommes, qui comprend des cadets de l'institut militaire de Virginie (VMI), force le major général de l'Union Franz Sigel et son armée à quitter la vallée de la Shenandoah.

## Contexte
Au printemps de 1864, le commandant en chef de l'Union, le lieutenant-général Ulysses S. Grant met en mouvement une grande stratégie visant à presser la Confédération vers la soumission. Le contrôle de la vallée de la Shenandoah, importante stratégiquement et riche du point de vue agricole est un élément clé des plans de Grant. Alors qu'il affronte l'armée de Virginie du Nord du général Robert E. Lee, dans la partie orientale de l'État, Grant ordonne à l'armée du major général Franz Sigel de 10 000 hommes de sécuriser la vallée et menacer le flanc de Lee, débutant les campagnes de la vallée de 1864. Sigel doit avancer sur Staunton, en Virginie, dans le but de faire le lien avec une autre colonne de l'Union commandée par George Crook, qui devrait venir de l'ouest de la Virginie et détruire le chemin de fer de Virginie et du Tennessee et d'autres industries confédérées dans la région. La force de Sigel compte près de 9 000 hommes et 28 canons, divisée en une division d'infanterie commandée par le brigadier général Jeremiah C. Sullivan et une division de cavalerie commandée par le major général Julius Stahel (détachements effectués pendant la campagne de réduisant la force de l'Union à environ 6 300 au moment de la bataille).
Recevant d'information que l'armée de l'Union est entrée dans la vallée, le major général John C. Breckinridge rassemble toutes les forces disponibles pour repousser la menace la plus récente. Son commandement se compose de deux brigades d'infanterie, commandées par John C. Echols (en) et par le général Gabriel C. Wharton, une brigade de cavalerie commandée par le Général John D. Imboden, et les autres commandements indépendants. Cela inclus le corps de cadets de la VMI, qui a un bataillon d'infanterie de 247 cadets commandé par le lieutenant colonel Scott Ship et une section d'artillerie de deux canons. Breckinridge concentre son infanterie à Staunton, tandis qu'Imboden ralentit le mouvement de Sigel vers le sud le long de la vallée. Le matin du 13 mai, Breckinridge décide de se déplacer vers le nord pour attaquer Sigel, au lieu d'attendre Sigel pour atteindre Staunton. Au soir du 14 mai, les forces avancées de Sigel atteignent une position au nord du village de New Market, tandis que Breckinridge est à Lacey Spring à douze kilomètres huit cents (huit milles) au sud de New Market. Les confédérés commencent à avancer en direction des positions de l'Union, à 1 heure du matin, le 15 mai, en espérant piéger et écraser l'armée de l'Union.

## Bataille

Bataille de New Market
Confédérés
Unionistes

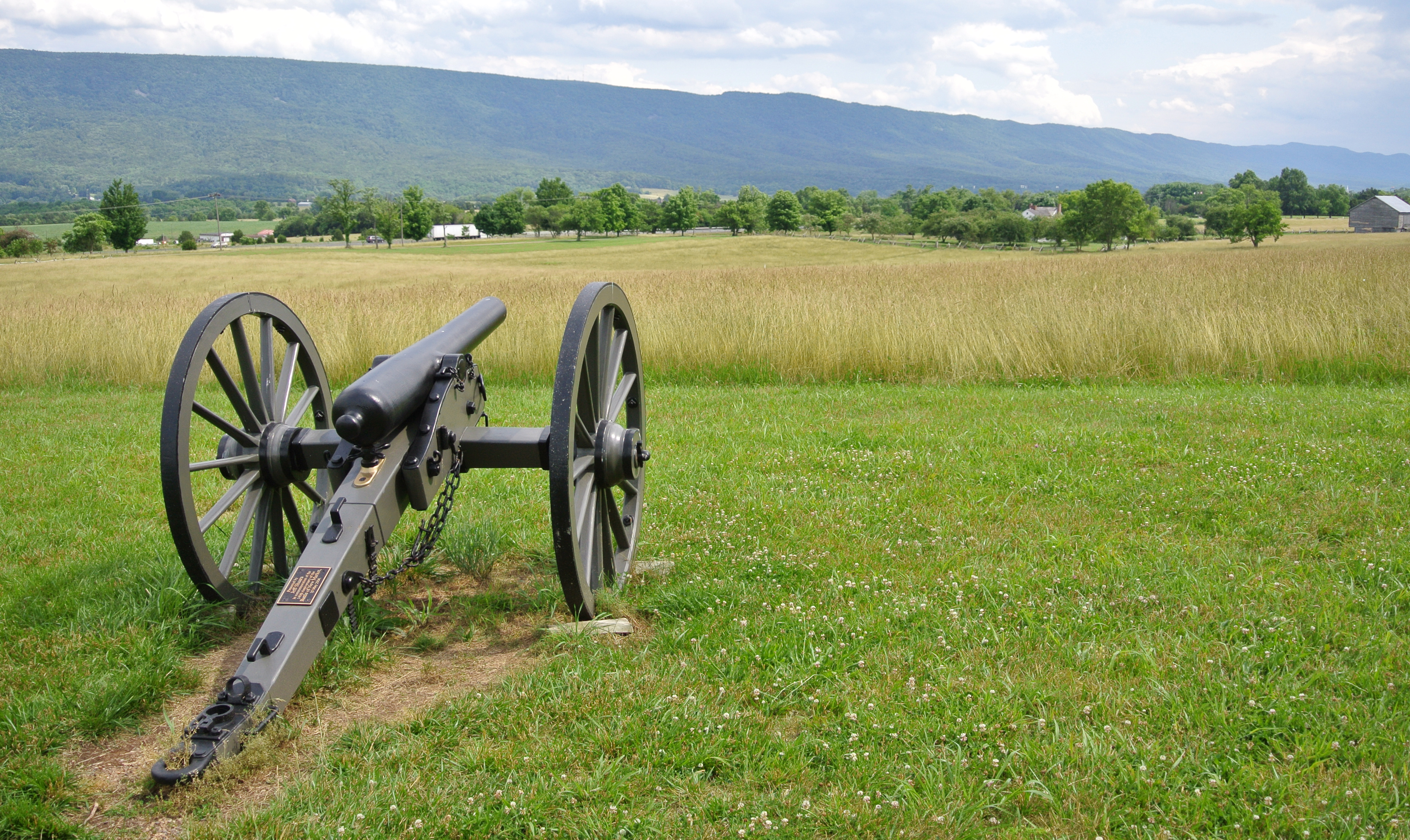
Field of Lost Shoes sur le champ de bataille de New Market.

Les deux forces entrent en contact au sud de New Market au milieu de la matinée, avec la principale ligne de l'Union à l'ouest de la ville, près de l'embranchement Nord de la rivière Shenandoah ; le colonel Augustus Moor commande initialement les forces de l'Union présentes sur le champ de bataille à ce moment, qui se composent de sa brigade d'infanterie et d'une partie de la brigade de cavalerie de John E. Wynkoop . Des régiments supplémentaires de l'Union arrivent tout au long de la matinée et se déploient entre l'embranchement Nord de la rivière Shenandoah et la routé à péage de la vallée, avec la ligne principale centrée sur le Manor's Hill. Breckinridge déploie la brigade de Wharton sur la gauche des confédérés à l'ouest de la route à péage de la vallée et la brigade d'Echols sur la droite le long du pic ; Echols est malade ce matin, donc sa brigade est commandée par le colonel George S. Patton, Sr.. Les cadets du bataillon de la VMI sont en réserve, tandis que la cavalerie d'Imboden est à l'est de la route à péage. Breckinridge tente d'attirer les fédéraux en les attaquant à l'aide de la cavalerie et de l'artillerie, mais Moor refuse de se partir de sa position. À environ 11 heures, Breckinridge décide alors de lancer une attaque sur Moor à l'aide de son infanterie, tandis que la brigade d'Imboden traverse le Smith's Creek à l'est de New Market, chevauche au nord, et traverse de nouveau le ruisseau derrière les lignes de l'Union. Le général de cavalerie del'Union Stahel arrive à New Market à ce moment avec des troupes supplémentaires, suivi peu après par le général de l'Union Sigel.
Breckinridge lance son attaque d'infanterie près de midi, lentement, repoussant la brigade d'infanterie de Moor hors du Manor's Hill vers le nord et vers le reste de l'armée de Sigel, qui est déployée sur une colline au nord de la ferme de Jacob Bushong, connue comme Bushong's Hill. Une fois passé la ville de New Market, les confédérés s'arrêtent pour reformer les rangs, déplacer les unités le long de la ligne, et repositionner leurs unités d'artillerie. Breckinridge reprend son attaque vers 14 heures. Alors que la ligne confédérée se forme à proximité de la ferme de Bushong, les tirs d'artillerie et de fusil de l'Union massée désorganisent les unités confédérées au centre, forçant l'aile droite du 51st Virginia Infantry (en) et du 30th Virginia Infantry Battalion à retraiter dans la confusion, alors que le reste de la ligne confédérée cale. Breckinridge à contrecœur ordonné au bataillon de cadets de la VMI de combler l'écart, pendant que le bataillon avance vers le verger de Bushong, Ship est blessé et est remplacé par le capitaine Henry A. Wise. À ce moment, Sigel lance deux contre-attaques. Sur la gauche de l'Union, Stahel lancé une charge montée avec de la cavalerie, mais est mis en déroute par un feu nourri de l'artillerie confédérée, tandis que les trois régiments d'infanterie attaquent sur la droite de l'Union et sont aussi repoussés. La cause principale de l'échec des attaques de l'infanterie est la confusion dans les rangs des commandants de l'Union ; Sigel est même remarqué à crier des ordres dans sa langue maternelle, l'allemand.
Après avoir repoussé les attaques de l'Union, Breckinridge reprend son avance peu de temps après 15 heures, avec sa force d'infanterie ; en traversant un champ près du verger de Bushong, plusieurs cadets de la VMI perdent leurs chaussures dans la boue, ce qui aboutit à l’appellation du champ de « Field of Lost Shoes » (le champ des chaussures perdue). Alors que les lignes confédérées se rapprochent de l'artillerie de l'Union, les batteries de Sigel sont forcées de retraiter alors que l'infanterie commence à casser ses rang vers l'arrière. Cinq canons sont abandonnés aux confédérés, dont l'un qui est capturé par le bataillon de cadets de la VMI. La batterie B du 5th U.S. Artillery, qui vient tout juste d'arriver sur le terrain, et deux régiments d'infanterie ralentissent la poursuite confédérée. À ce moment, Breckinridge stoppe ses forces jusqu'à l'arrivée des trains de ravitaillement pour réapprovisionner les troupes. Pendant que l'infanterie est en cours de réapprovisionnement, la général de la cavalerie confédérée Imboden arrive avec sa brigade, avec l'information selon laquelle le ruisseau était trop gonflée pour être franchi. Le général de l'Union Sullivan arrive à ce moment, avec les 28th et 116th Ohio Infantry ; Sigel réussit à organiser un combat d'arrière-garde sur Rude's Hill, avec l'infanterie de Sullivan à l'est de la route à péage, un peu de cavalerie de Stahel à l'ouest de la route, et l'artillerie derrière la ligne. En raison de l'épuisement des hommes et la pénurie de munitions, Sigel décide de se replier sur la rivière Shenandoah à Mount Jackson. L'armée de l'Union réussit à traverser la rivière et brûler le pont avant que les confédérés ne puissent la rattraper.

## Conséquences

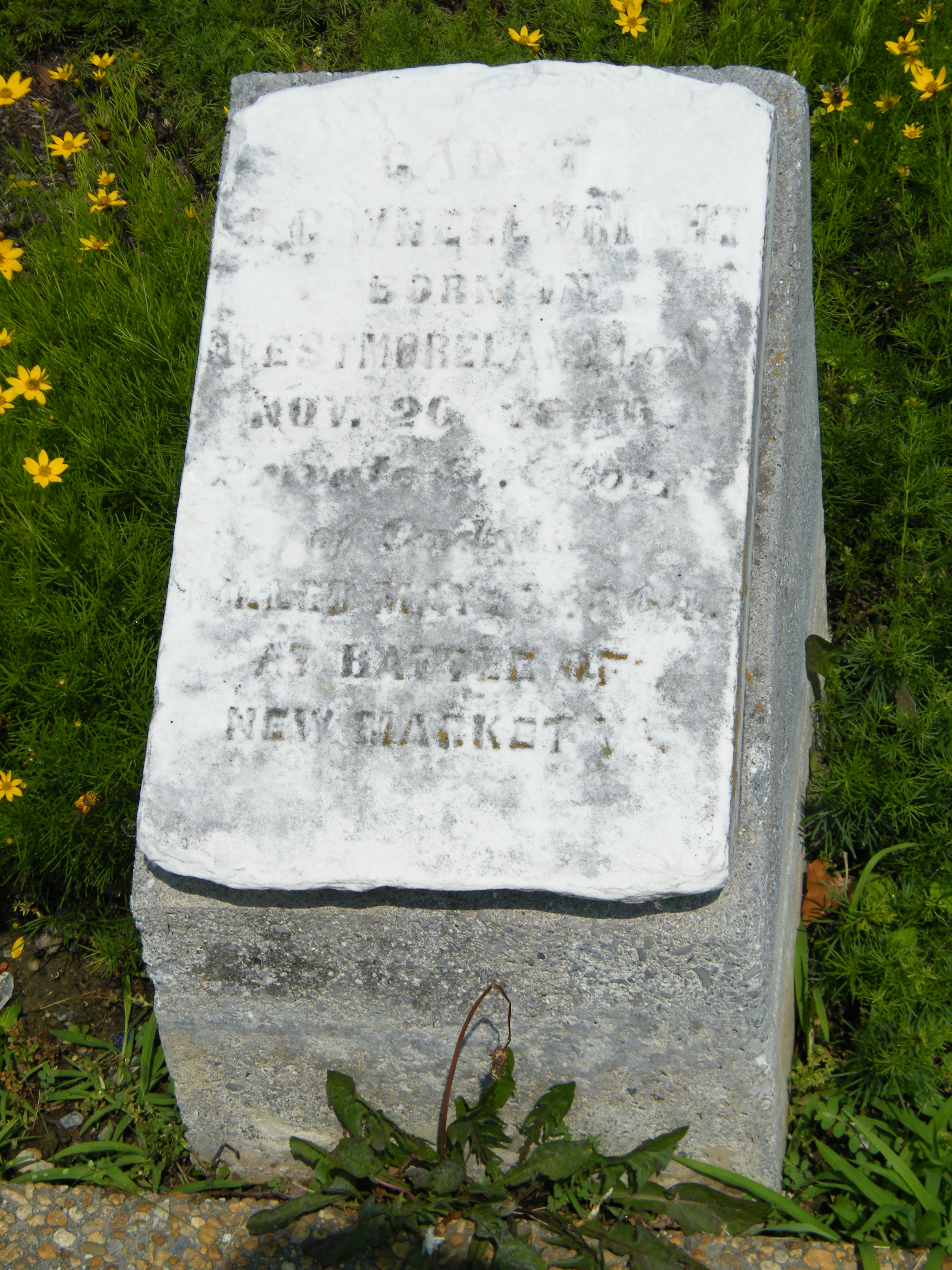
La tombe de Joseph Christopher Wheelwright dans le parc historique de l'État du champ de bataille de New Market

Les pertes de l'Union établissent à 841 pour la bataille : 96 tués, 520 blessés, et 225 capturés ou disparus, un taux de pertes de 13,4 %. Les Confédérés perdent 43 tués, 474 blessés et 3 disparus, 13 % de l'armée. Les blessés de la bataille sont soignés dans la grange de Bushong et dans la ville à l'église baptiste de Smith Creek et dans un entrepôt, tandis que les morts sont enterrés dans le cimetière de St. Matthew de l'église luthérienne. Sigel met en œuvre une rapide retraite vers le nord vers Strasburg (Virginie), laissant le champ et la vallée à l'armée de Breckinridge. Après avoir pris connaissance de la défaite de l'Union, Grant devient furieux et remplace Sigel par le général David Hunter ; Sigel est affecté au commandement de la division de réserve du département basée à Harpers Ferry. Le sergent James Burns (en), du 1st West Virginia Infantry reçoit la médaille d'honneur en 1896 pour avoir sauvé le drapeau régimentaire lors de la bataille.
La victoire confédérée permet de faire récoltes locales pour l'armée de Virginie du Nord de Robert E. Lee et protège les lignes de communications de Lee vers la Virginie-Occidentale. Les journaux de Virginie et les soldats confédérés ayant participé à la bataille comparent Breckinridge à Thomas J. "Stonewall" Jackson. Après la retraite de Sigel, Lee suggère que Breckinridge suive l'armée de l'Union et envahisse le Maryland ; cependant, les rivières inondées dans la vallée du nord de Shenandoah et la longueur de sa ligne d'approvisionnement empêchent Breckinridge de faire la poursuite. Les forces de Breckinridge sont transférées à l'est de la Virginie, où elles renforcent l'armée de Lee à la bataille de Cold Harbor.

## Pertes de la VMI
Quarante-sept cadets de la VMI sont blessés dans la bataille (autour de 23 %). Les dix cadets suivant ont été tués ou blessés mortellement :
| Cadet                                                                                         | Ville d'origine                  | Grade et compagnie                | Notes |
| --------------------------------------------------------------------------------------------- | -------------------------------- | --------------------------------- | --- |
| Samuel Francis Atwill Promotion 1866 (Sophomore)                                              | Atwillton, Virginia              | Cadet Caporal Compagnie A         | Mort le 20 juillet dans la maison du Dr Stribling à Staunton. Enterré au VMI. ‣ Promu Cadet troisième sergent, Compagnie C le 27 juin 1864, mais n'a jamais servi            |
| William Henry Cabell Promotion 1865 (Junior)                                                  | Richmond (Virginie)              | Cadet premier sergent Compagnie D | Mort au combat. Enterré dans le cimetière d'Hollywood, Richmond |
| Charles Gay Crockett Promotion 1867 (Freshman)                                                | Wythe County, Virginia           | Cadet Compagnie D                 | Mort au combat. Enterré au VMI en 1960. |
| Alva Curtis Hartsfield Promotion 1866 (Sophomore)                                             | Comté de Wake (Caroline du Nord) | Cadet Compagnie D                 | Mort le 26 juin à l'hôpital de Petersburg. Enterré dans une tombe anonyme dans le cimetière de l'église de Blandford, Petersburg. ‣ Listed under Compagnie B on the monument |
| Luther Cary Haynes Promotion 1867 (Freshman)                                                  | Comté d'Essex, Virginie          | Cadet Compagnie B                 | Mort le 15 juin à l'hôpital de vieil hôtel Powhatan, Richmond. Enterré chez sa famille « Sunny Side ».                                                                       |
| Thomas Garland Jefferson Promotion 1867 (Freshman)                                            | Comté d'Amelia (Virginie)        | Cadet Compagnie B                 | Mort trois jours après la bataille dans une maison à proximité. Enterré au VMI.                                                                                              |
| Henry Jenner Jones Promotion 1867 (Freshman)                                                  | Comté de King William            | Cadet Compagnie D                 | Mort au combat. Enterré au VMI. |
| William Hugh McDowell Promotion 1867 (Freshman) (The Ghost Cadet by Elaine Marie Alphin (en)) | Beattie's Ford, Caroline du Nord | Cadet Compagnie B                 | Mort au combat. Enterré au VMI. |
| Jaqueline Beverly Stanard Promotion 1867 (Freshman)                                           | Orange (Virginie)                | Cadet Compagnie B                 | Mort au combat. Enterré à Orange, Virginie. |
| Joseph Christopher Wheelwright Promotion 1867 (Freshman)                                      | Comté de Westmoreland (Virginie) | Cadet Compagnie C                 | Mort le 2 juin dans la maison d'un médecin à Harrisonburg. Enterré au VMI.                                                                                                   |

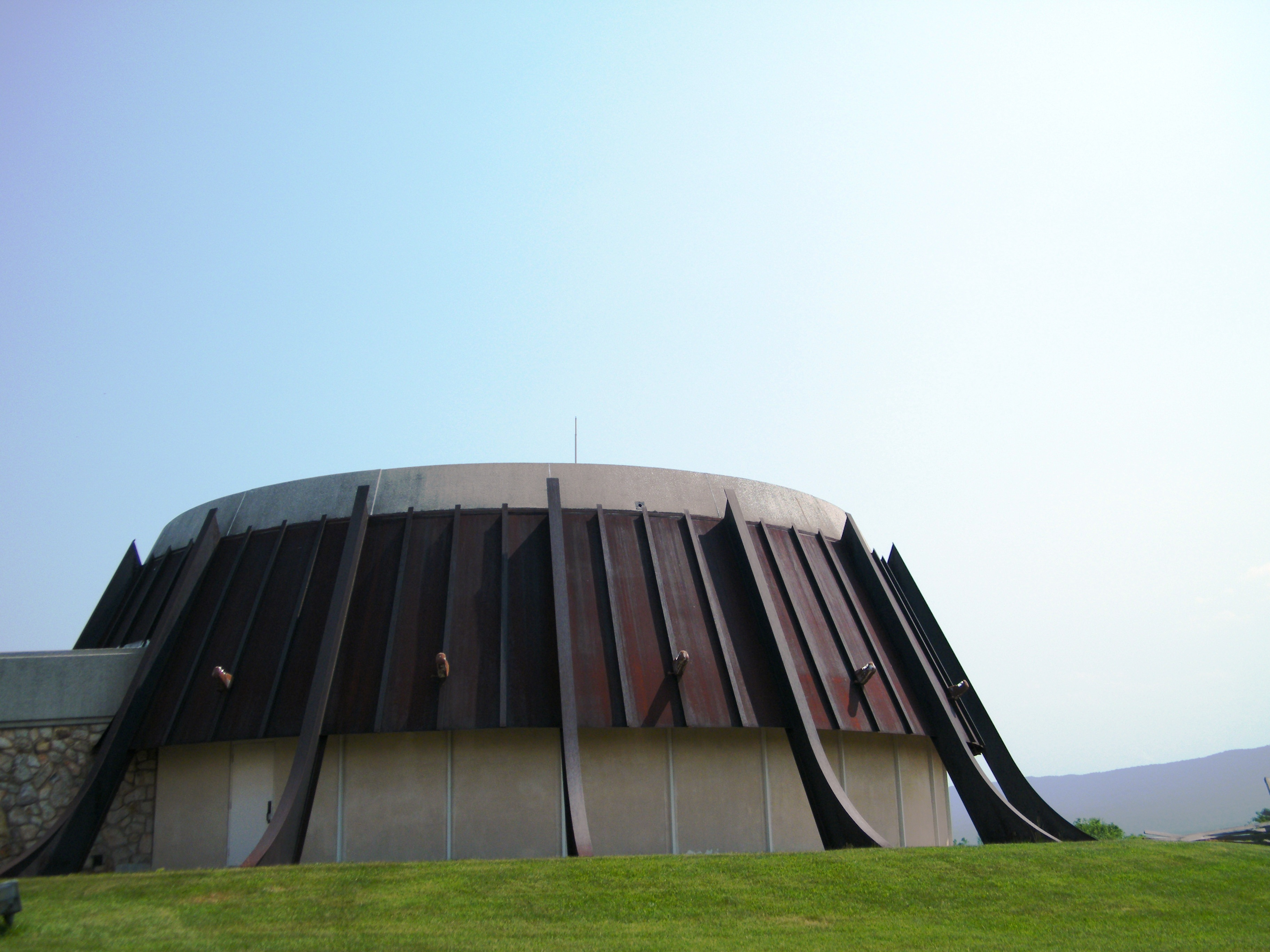
Musée de la guerre de Sécession de Virginie et parc national historique du champ de bataille de New Market, où a eu lieu la charge.

La cérémonie de la journée de New Market est une commémoration annuelle qui se déroutle à la VMI devant le monument Virginia Mourning Her Dead, un monument à la mémoire du corps de New Market, sculpté par Moses Ezekiel, de la promotion 1866 de la VMI, qui est un ancien combattant de la bataille. Les noms de tous les élèves-officiers du corps de 1864 sont inscrits sur le monument, et six des dix élèves officiers qui sont morts dans la bataille sont enterrés à cet endroit. La cérémonie comprend l'appel des noms des élèves qui ont perdu leur vie à New Market, une coutume qui remonte à 1887. Alors que le nom de chaque cadet mort est appelé, un représentant de la même compagnie dans le corps actuel répond, « Mort au champ d'honneur, Monsieur ». Trois salves d'honneur sont alors tirées par les cadets de la garde d'honneur, suivi par une sonnerie au mort jouée sur le terrain de parade. Le point culminant de cette cérémonie est le défilé de l'ensemble du corps devant Virginia Mourning Her Dead.

## Dans la culture populaire
Le film de 2014 de Sean McNamara, Field of Lost Shoes (en), est une fiction romancée des actions réalisées par les élèves de l'institut militaire de Virginie au cours de la bataille. Le film suit un groupe de sept élèves de l'institut militaire de Virginie, fondé sur des personnages réels.

## Lectures complémentaires
- Couper, William. The Corps Forward: The Biographical Sketches of the VMI Cadets Who Fought in the Battle of New Market. Buena Vista, VA: Mariner Pub., 2005.
- Davis, William C., The Battle of New Market, Harrisburg, Pennsylvania: Stackpole Books, 1993,  (ISBN 0-811-70576-5).
- Knight, Charles, Valley Thunder: The Battle of New Market, New York: Savas Beatie, 2010,  (ISBN 978-1-932-71480-7).
- Pancake, John, "Virginia Reveres Civil War Bravery", Washington Post, November 26, 2008.
- (en-US) Joseph W.A. Whitehorne, Battle of New Market — U.S. Army Self-Guided Tour, United States Army Center of Military History, 1988 (lire en ligne)